# Game.com

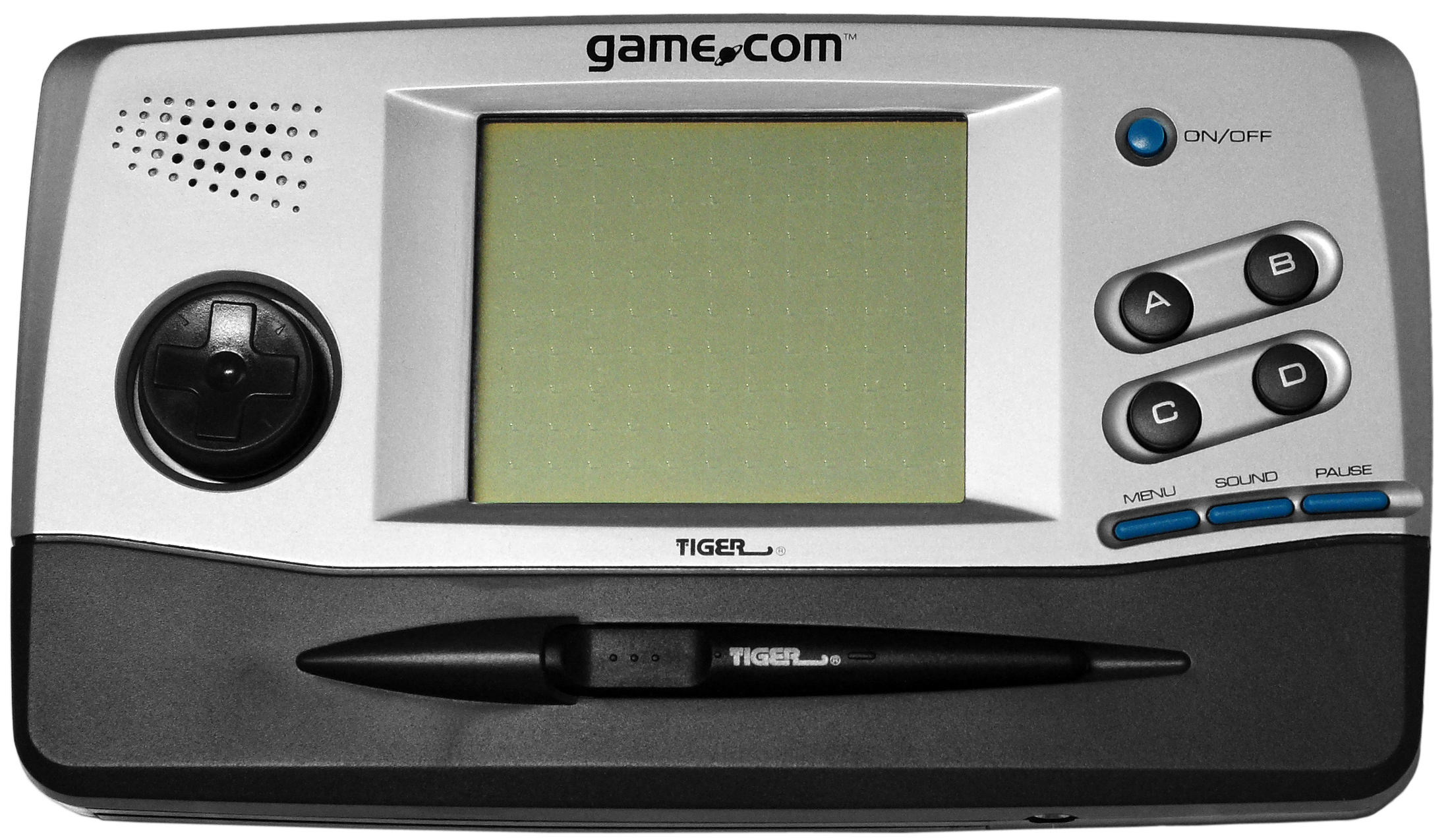
Spelmaskinen

Game.com var en portabel spelkonsol släppt av Tiger Electronics 1997 med målet att konkurrera med Nintendos Game Boy. Målgruppen var äldre spelare och företaget hade licenser på kända spel som Resident Evil 2 och Duke Nukem 3D. Likt den av Nintendo senare släppta Nintendo DS hade Game.com touchscreen. Game.com hade även ett inbyggt modem för att spara spelresultat mot deras server, men även möjlighet att surfa på Internet och skicka e-post genom en textbaserad webbläsare.